# 化學工程概要

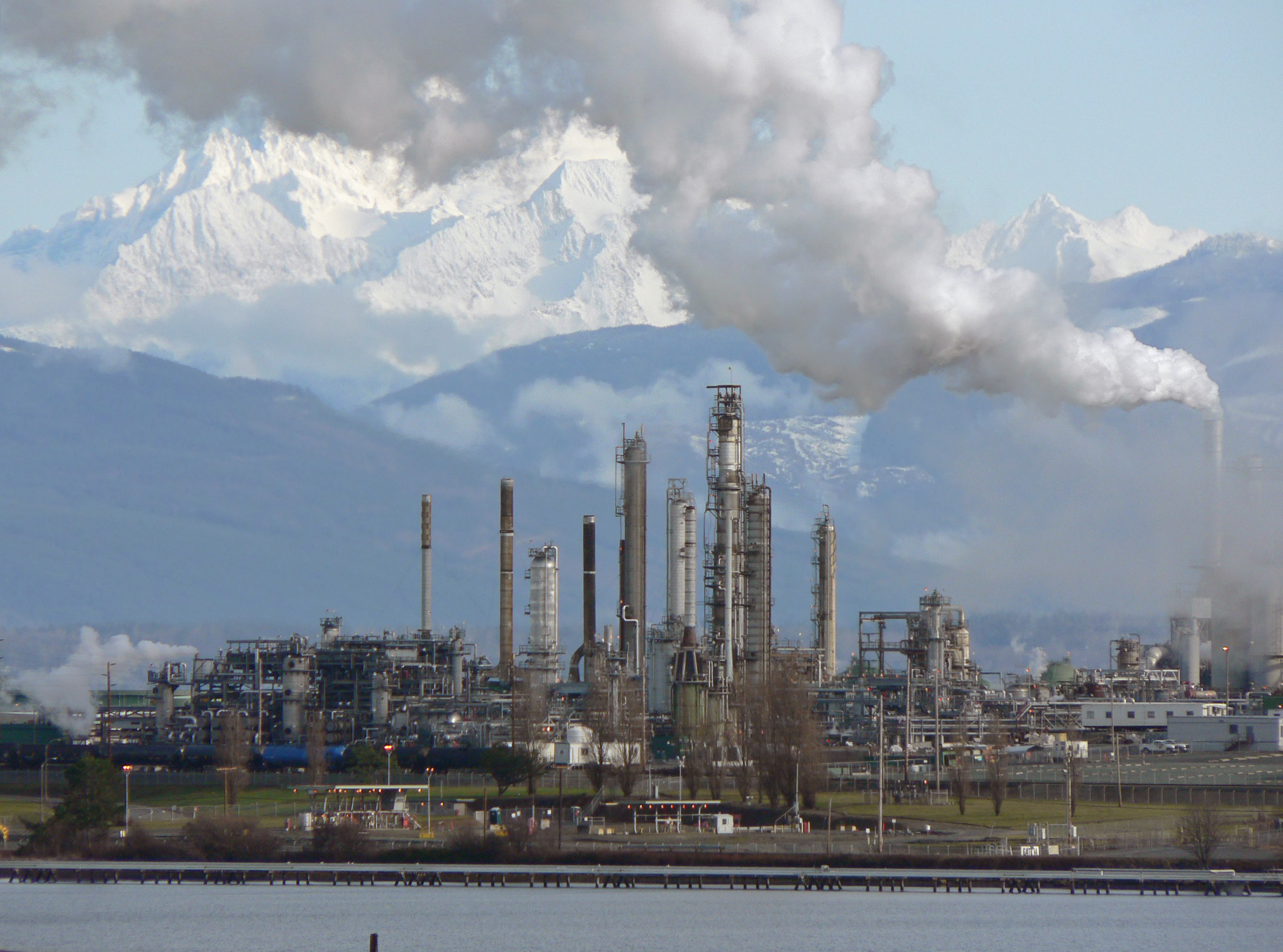
Oil refinery#Anacortes Refinery (Tesoro Corporation), on the north end of March Point; Mount Baker (10,781 feet, 3286 meters); 2006 refinery capacity, 115,000 barrels per day; 917 acres, 350 employees[1

化學工程以數學和經濟學實踐物理科學（如物理學和化學）和生命科學（如生物學、微生物學和生物化學）的應用，將原材料或化學品轉化為更有用或有價值的形式。除了生產有用的材料外，現代化學工程亦涉及開創有價值的新材料和新技術，如奈米技術、燃料電池和生物醫學工程等。

## 化學工程本質
- 化學物質
- 化學
- 工程學
- 物理學

## 化學工程分支
- 生化工程
- 生物醫學工程
- 生物技術
- 陶瓷材料
- 化學過程建模（英语：Chemical process modeling）
- 化學技術人員（英语：Chemical technologist）
- 化學反應器
- 化學反應工程
- 蒸餾設計（英语：Distillation Design）
- 電化學
- 流體力學
- 食品工程
- 熱傳
- 質傳
- 材料科學
- 微流控
- 奈米科技
- 自然環境
- 塑料工程
- 聚合物工程
- 程序控制
- 程序設計 (化工)
- 造紙業
- 分離過程
  - 結晶過程
  - 蒸餾過程
  - 薄膜技術（英语：Membrane technology）
- 半導體
- 熱力學
- 輸送現象
- 單元操作
- 化學工程單元操作

## 化學工程歷史
- 批式生產

## 一般化學工程概念
- 化學工程師
- 化學反應
- 蒸餾設計（英语：Distillation Design）
- 流體力學
- 熱傳
- 質傳和平衡
- 固粒操作
- 程序設計
- 輸送現象
- 單元操作
- 聚合
- 3D工廠設計
- 前端加載（英语：Front-end loading）

## 化學工程領導者
- 化學工程師列表（英语：List of chemical engineers）

## 外部連結
- This outline displayed as a mindmap, at wikimindmap.com
- Computer Aids for Chemical Engineering Education (CACHE) （页面存档备份，存于）
- Engineering Learning Resources Wiki （页面存档备份，存于）
- What is a Chemical Engineer? （页面存档备份，存于）
- Chemical Engineers' Resource Page
- History of Chemical Engineering Timeline （页面存档备份，存于）
- American Institute of Chemical Engineers (USA) （页面存档备份，存于）
- Institution of Chemical Engineers (UK) （页面存档备份，存于）
- Canadian Society for Chemical Engineers
- Brazilian Association of Chemical Engineering (BRA) （页面存档备份，存于）
- Engineers Australia (AUS)
- Chemical Engineering Informations -Turkey (TR) （页面存档备份，存于）
- Chemical Engineering Information Exchange) （页面存档备份，存于）
- 中的“Chemical Engineering (businesses)”